# Chingalinga
Chingalinga è un singolo della cantante statunitense Alyxx Dione, cantato in collaborazione con il cantante Jason Derulo.